# Кужанов, Татигали
Татигали́ Кужа́нов (1897, Западно-Казахстанская область — дата и место неизвестны) — деятель ВКП(б), председатель Алма-Атинского облисполкома Казахстана, депутат Верховного Совета СССР 1-го созыва. Входил в состав особой тройки НКВД СССР.

## Биография
Родился в 1897 году в Западно-Казахстанская области Российской империи. Участник Первой мировой войны. В рядах РККА участвовал в Гражданской войне в России, где вступил в члены РКП(б).
С декабря 1936 года по февраль 1938 года работал председателем Алма-Атинского облисполкома Казахстана. Этот период отмечен вхождением в состав особой тройки, созданной по приказу НКВД СССР от 30.07.1937 № 00447 и активным участием в сталинских репрессиях.
12 декабря 1937 был избран от Казахской ССР депутатом Совета национальностей Верховного Совета СССР 1-го созыва.
С марта 1938 года переведён в город Петропавловск Северо-Казахстанской области, где занимал должность заместителя председателя ЦК союза рабочих МТС Восток.

## Завершающий этап
Арестован 7 апреля 1939 г. Приговорён 26 апреля 1941 года к 8 годам ИТЛ Особым совещанием при НКВД СССР г. Обвинялся по статье 58-11 УК РСФСР.
Реабилитирован 10 января 1957 г. Верховным судом СССР по отсутствии состава преступления.